# Ishakidris ascitaspis
Ishakidris ascitaspis  (лат.) — вид мелких муравьёв (Formicidae) из подсемейства Myrmicinae. Единственный вид рода Ishakidris Bolton, 1984.

## Распространение
Азия: Саравак (Малайзия), остров Борнео.

## Описание
Длина 4—5 мм. Усики 9-члениковые. Формула щупиков 2,2.

## Систематика
Род относится к трибе Phalacromyrmecini. Иногда его относят к трибе Dacetini (Baroni Urbani & De Andrade, 1994; 2007).